# Kotoracythere inconspicua
Kotoracythere inconspicua är en kräftdjursart som först beskrevs av Brady 1880.  Kotoracythere inconspicua ingår i släktet Kotoracythere och familjen Pectocytheridae. Inga underarter finns listade i Catalogue of Life.